# Anahuacia
Anahuacia is een geslacht van uitgestorven kreeftachtigen uit de klasse van de Ostracoda (mosselkreeftjes).

## Soorten
- Anahuacia mutisensis Bless, 1987 †
- Anahuacia tlaloci Gruendel, 1972 †